# Boston Blitz
Boston Blitz – amerykański klub szachowy.

## Historia
Klub został założony w 2005 roku i w tym samym roku zadebiutował w USCL, jednak nie awansował wówczas do fazy play-off. W następnym roku, po wygraniu dywizji, klub uległ w półfinale zespołowi New York Knights. W sezonie 2007 Boston Blitz ponownie wygrał dywizję, po czym w półfinale pokonał New York Knights, a w finale przegrał po dogrywce z Dallas Destiny. W roku 2008 klub ponownie przegrał w finale po dogrywce z Dallas Destiny, wcześniej pokonując Manhattan Applesauce i Carolina Cobras. W 2009 roku Boston Blitz odpadł w ćwierćfinale z New York Knights, w następnym sezonie wygrał ćwierćfinał z Baltimore Kingfishers, jednak w półfinale odpadł z New England Nor’easters, a w sezonie 2011 zakończył rozgrywki na etapie ćwierćfinału, ulegając New York Knights. W latach 2012–2015 klub nie awansował do fazy play-off.
Zawodnikami klubu byli m.in. Larry Christiansen, Anya Corke, Marc Esserman, Joshua Friedel, Eugene Perelshteyn, Samuel Sevian, Richard Wang i Steven Zierk.